# Japan Vibes
Japan Vibes était un magazine mensuel français consacré à l'animation japonaise, au manga, et à la culture japonaise. Il était édité par Shibuya Press.
Japan Vibes est bimensuel de septembre 2002 à février 2005, puis devient mensuel. Il n'y aura finalement pas eu de no 44 et le dernier numéro est donc celui d'avril 2008.

## Histoire du magazine
En 2002, alors que l'animation japonaise s'impose en France, Animeland n'est plus le seul magazine du genre. Japan Vibes se concentre sur des articles variés, sans Goodies.
Vient d'abord le courrier du lecteur, la présentation des sorties nippones ainsi qu'une description succincte des sorties françaises. Puis les articles de fond sur les séries (synopsis, protagonistes, avis). Le magazine se focalise ensuite sur la J-pop et se remarque par des articles éclectiques sur les événements ou morceaux de culture japonaise.